# Carex ferruginea
Carex ferruginea je druh jednoděložné rostliny z čeledi šáchorovité (Cyperaceae), rodu ostřice (Carex).

## Popis
Jedná se o rostlinu dosahující výšky nejčastěji 20–60 cm. Je vytrvalá, řídce trsnatá s celkem tenkými oddenky Listy jsou střídavé, přisedlé, s listovými pochvami. Lodyha je téměř oblá, hladká, mnohem delší než listy.. Výběžky jsou extravaginální (vněpochevní). Bazální pochvy jsou purpurové až tmavě červenohnědé, slabě rozpadavé, nevytváří se výrazná čupřina. Čepele jsou 1–2, řidčeji až 3 mm široké, tmavozelené, drsné. Carex ferruginea patří mezi různoklasé ostřice, nahoře je klásek samčí, dolní klásky jsou pak samičí. Dolní listen je zpravidla delší než příslušný klásek, ale kratší než celé květenství. Samčí klásek je většinou 1, je stopkatý, nicí, samčí plevy nemají suchomázdřitý okraj, jsou rezavě hnědé. Samičích klásků je nejčastěji 2–4, jsou oddálené, na celkem dlouhých nitkovitých stopkách nicí, poměrně řídkokvěté. Okvětí chybí. V samčích květech jsou zpravidla 3 tyčinky. Blizny jsou většinou 3. Plodem je mošnička, která je nejčastěji 3–4 mm dlouhá, zelenavá, za zralosti pak hnědočerná až černá, lesklá, lysá až trochu pýřitá, na vrcholu zúžená v krátký zobánek. Každá mošnička je podepřená plevou, která je černohnědá se světlejším středním žebrem, kratší až stejně dlouhá jako mošnička.

## Rozšíření ve světě
Carex ferruginea je druh středoevropských až jihoevropských hor, vyhledává většinou bazický substrát. Roste v Pyrenejích, v pohoří Jura, Alpách, Apeninách, rumunských Karpatech a v horách Balkánu. V České republice ani na Slovensku neroste.